# عبادت (فیلم ۱۹۶۹)
عبادت (به هندی: Aradhana) فیلمی محصول سال ۱۹۶۹ و به کارگردانی شاکتی سامانتا است. در این فیلم بازیگرانی همچون شارمیلا تاگور، راجش خانا، ساجیت کومار، فریده جلال ایفای نقش کرده‌اند.